# Distrito de José Gálvez
El Distrito peruano de José Gálvez es uno de los doce que conforman la Provincia de Celendín, ubicada en el Departamento de Cajamarca, bajo la administración del Gobierno regional de Cajamarca, en el norte del Perú.

## Historia
El distrito fue creado mediante Ley del 7 de noviembre de 1887.
El distrito de José Gálvez, con su capital Huacapampa, Provincia de Celendín, Departamento de Cajamarca, es el único que esta sentado en toda su extensión sobre la propiedad comprada de don Juan Marín Manzanero, de procedencia española, quien en el año 1663, el 11 de diciembre compró de la corona de España representada en el Perú en aquel tiempo del coloniaje por el Virrey Conde de Santisteban, representado por don Juan Cáceres Ulloa, escribano que fue de la gobernación de estos reinos, contenido en las tierras de Huacapampa y estancias de Chaquil y otros nombres, por la cantidad de 20 pesos y 04 reales de plata.
Don Juan Marín Manzanero contrajo matrimonio con la hija de los señores Rodrigo Caruacushma y Catalina Muchumí, teniendo los siguientes hijos: Francisco Joseph, Clara, Ana María, María Magdalena y Tomás, quienes repartieron su herencia en lotes y desde esa época se ha venido poblando.
en 1802 al crearse la Villa Amalia de Celendín, la hacienda pertenecía a esta villa tomando parte en la Administración Política de Huacapampa, palabra que proviene de dos voces quechuas: Huaca, que significa entierro y Pampa por su campiña a cuyo centro poblado se le llamó El Rastrojo.
en 1862 cuando Celendín fue provincia, Huacapampa fue un caserío del distrito de Lucmapampa, hasta que el año 1887; año que fue elevado a la categoría de distrito perteneciente a la provincia de Celendín.  
A modo de leyenda se cuenta que, inicialmente el distrito era una Ciénega una laguna que comprendía desde el pie del panteón viejo, llegando hasta Macash en el sitio llamado Los Munshos; y la gente vivía sus alrededores, sembrando maíz en tiempos de verano porque en invierno la laguna se llenaba y se llevaba los sembríos.
José Gálvez contaba con un microclima especial debido a dicha laguna y fauna silvestre variada. El posterior desagüe de esta laguna al río Marañón cambió considerablemente el microclima. Luego de este desagüe de la laguna, la población se fue instalando en lo que antes era la laguna de la cual hoy no queda nada.
José Gálvez es cruzado por el Río El Tingo, que se extiende de Norte a sur. En época de lluvias el río tiende a rebalsar e inundar los pastizales ,sembríos. La ganaderos tienden a desalojar los pastizales colindantes al río para evitar que el ganado coma pasto con arena y así evitar el daño generado (incluso la muerte de su ganado).

## Población
El distrito tiene 4 000 habitantes aproximadamente.

## Capital
La capital de este distrito es el poblado de Huacapampa. Este distrito está conformado por los centros poblados de José Gálvez, Huacapampa, Chaquil, El Tambo, El Paraíso, Quillimbash, Choctapampa, Huañambra, Cashapampa, El Lindero, Teresa Conga, El Tingo, Cusichán, Santa Lucía, Bacón, Fraylecocha, Buey Muerto, Huuertasique, Alpacocha, Santa Clara, Yerba Buena, Los Blancos, Runducushma y Cungat.

## Autoridades

### Municipales
- 2023 - 2026[1]
  - Alcalde: Tony Emerson Mariñas Zelada (Frente Regional de Cajamarca).
  - Regidores:

  1. Sara Cachay Bardales( Frente Regional de Cajamarca)
  2. Edilberto Silva Torres (Frente Regional de Cajamarca)
  3. Erlita Medina Ordoñez (Frente Regional de Cajamarca)
  4. Emiliano Abelino Soria Guayan (Frente Regional de Cajamarca)
  5. Katheryn Thalia Sanchez Garrido (Frente Regional de Cajamarca)

Alcaldes anteriores
- 2019 - 2022: Idelso Cotrina Escalante del Partido Político (Acción Popular)
- 2015 - 2018: César Aliaga Abanto del Partido Político Movimiento al Socialismo (MAS)
- 2011 - 2014: Jorge Oswaldo Aliaga Velásquez, del Frente Regional de Cajamarca (FRC).
- 2007 - 2010: Neiser Fernando Chávez Chávez, del Partido Político (Alianza Popular Revolucionaria Americana)-(APRA)
- 2003 - 2006: Moisés Oswaldo Marín Díaz

## Festividades
- Febrero: Carnavales.

José Gálvez es considerado como la capital del carnaval celendino. Fiesta que se celebra con mucho entusiasmo, en este tiempo llegan personas de diferentes lugares de nuestra Patria para divertirse y de paso visitar a sus familiares, para comer los sabrosos platos como cuy con papa, sopa de pan, rosquitas, dulces de maíz y la rica chicha de jora. 
Cada caserío y barrio saca su reina y su Ño carnavalón que inicialmente alegran su barrio, luego sus calles, terminando en la concentración general en la Plaza de Armas del distrito, lugar donde cantan, bailan con mucha alegría, juegan con agua, talco y serpentinas. 
- Junio: Celebración del Corpus Christi-LA HISTORIA DE LA DANZA SANTA ANA DE CHAQUIL

Cuentan que la Danza Santa Ana de Chaquil fue creada por nuestros queridos abuelos y bisabuelos en la época de 1950, donde antes nuestros abuelos bailaban esta hermosa danza a partir del año 1970 nacieron nuestros padres , donde también practicaron la Danza Santa Ana de Chaquil , ya partir en los años 90 hasta 2000 nacimos nosotros donde bailamos esta danza hasta la actualidad , donde se celebra el mes de junio de todos los años , los ensayos son del primero de junio hasta 12 de junio el 13 de junio nos vamos a un cerrito llamado chequish donde partimos de la iglesia hasta llegar al cerro llamado chequish y queda en el cerro de mesarme. Y por la noche su baile después de la subida de chequish.
El 14 de Junio Partimos de la Iglesia de Chaquil hasta llegar a la plaza de armas de José Gálvez, donde los danzantes bailan y adoran a las dos vírgenes “Virgen del Rosario y la Virgen Santa Ana de Chaquil”, luego bajan a la pampa de pachamango con la multitud de gente hasta subir a la capilla de la Virgencita, hasta el otro año. 
- LOS ENSAYOS 
Todas las noches a partir de las 8:30 pm todos los danzantes incluido con el músico deben estar en la capilla para ensayar para el día del pachamango rindiendo homenaje a Santa Ana de Chaquil la patrona de nuestro barrio de chaquil. 
-EL BAILE DEL BORRACHITO. - El baile de borrachito se empieza con la pierna Izquierda, después termina con la pierna derecha donde se mueven los brazos para frentarse a frente a frente y subir adelante junto con su compañero. 
-EL BAILE DEL MACHAQUEO. -  Una vez que termina el Baile del Borrachito Se Baila el machaqueo donde comienza con la pierna Izquierda y termina con la Pierna Derecha, donde se cruzan hasta girar a su mismo sitio Y Subir delante de su compañero frente a Frente
-EL BAILE DEL SOLO SOLO - Después que termina el Baile del Machaqueo Empieza el Baile del Solo solo donde se mueven las dos piernas y los brazos hasta girar y subir con la misma dirección del compañero. 
-EL BAILE DEL MACHAQUEO. -  Una vez que termina el Baile del Solo Solo Se Baila el machaqueo nuevamente donde comienza con la pierna Izquierda y termina con la Pierna Derecha, donde se cruzan hasta girar a su mismo sitio Y Subir adelante de su compañero frente a Frente.
- SUBIDA AL CERRO DE CHEQUISH-El día 13 de junio después del almuerzo los danzantes esperan en la capilla para ir alistándose al cerro de chequish, primero bailan en la capilla y luego se van caminado al hasta el cerro de Chequish con la compañía de los mayordomos y la gente que lo acompaña una vez que esta,  los danzantes en el cerro bailan nuevamente y adoran a La Virgen Santa Ana de Chaquil. Después bajan para comer ollucos con quesillo con su gaseosa, una vez que dan la pequeña cena en la noche su baile organizado por la mayordomía. 
-LA BAJADA A LA PLAZA DE ARMAS Y A LA PAMPA DEL PACHAMANGO
El Día 14 De Junio después de almorzar los danzantes en la casa de los mayordomos se alistan para bajar a la pampa del pachamango su partida es de la iglesia hasta la plaza de armas para adorar a los dos vírgenes a la Virgen del Rosario y A la Virgen Santa Ana de Chaquil, Una vez que se culmina damos un pequeño rezo. Y Continua con el Baile Hasta Llegar A la Pampa del Pachamango Ahí bailan hasta cansarse , Después Hacen El Baile de la Muerte Con el Paso del Borrachito Hasta Caer al suelo, Una vez que hacen El Baile de la Muerte ,Luego Nos Vamos Caminando  Hasta la Iglesia de Chaquil , y bailamos y nos despedimos de Nuestra Virgen Hasta el próximo Año. 
- LOS PASOS DE LA DANZA DE CHAQUIL 
Sus pasos De la Danza de Chaquil Son:
EL Borrachito 
El Machaqueo 
El Solo Solo
El Machaqueo 
Entrepiernados 
Grupos de 4 o de 5
La Cruz 
Y la Muerte 
LOS PERSONAJES DE LA DANZA DE CHAQUIL
Sus Personajes de La Danza de Chaquil Son:
El Viejo
La Vieja 
Los toros o más bien dicho La Vaca loca 
- Julio: Virgen del Rosario - se inicia con las novenas bajo la responsabilidad de cada barrio, jóvenes, adultos, instituciones educativas y algunos devotos; terminando con la víspera del alba, víspera del día y la procesión - 24, 25 y 26 de julio respectivamente. El 26 de julio termina con la misa, procesión y compartir en la casa de los mayordomos un almuerzo que puede ser picante de cuy, estofados, caldo de gallina u otros - lo mismo hacen los mayordomos del alba el día anterior - terminando en una fiesta de unión y sana diversión.
- Setiembre: Feria Pampa del Pachamango.

Dentro de los principales atractivos de la feria se encuentran los festivales micro regional de Canes, gallístico. Asimismo, de cuyes y de caballos de paso. También el concurso de ganado vacuno de raza brown swis, Holsgtein y Criollo, además concurso de  ovinos, entre otros.
- Navidad: Celebración Tradicional Acompañado de las Pastoras de Diferentes Barrios de nuestra Localidad alavando a nuestro Niñito Jesusito en su día, además en los anteriores alcaldes hacían las famosas chocolatadas navideñas para los niños de nuestro pueblo de José Gálvez , ya el 25 en la noche nuestros familiares celebran la navidad acompañado con su rico chocolate y su paneton ya partir del 31 de diciembre celebramos el año nuevo con nuestros familiares y amigos hasta celebrar otro año más.